# Bosanska Krupa

Bosanska Krupa

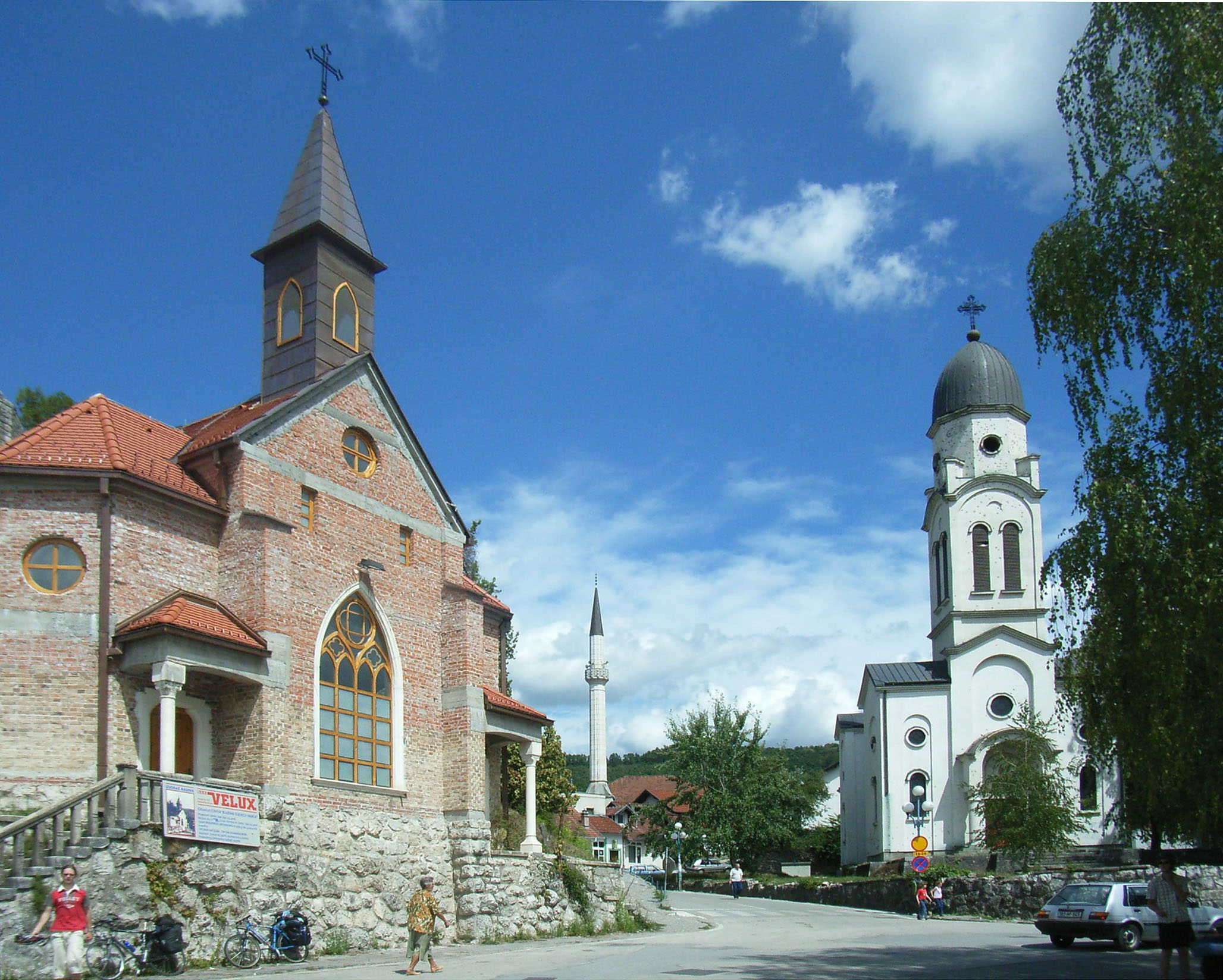
Església catòlica, Mesquita i Església ortodoxa sèrbia en Bosanska Krupa

Bosanska Krupa (Ciríl·lic: Босанска Крупа, pronunciat [bɔ̌sanskaː krûpa]) és una ciutat i municipi al nord-oest de Bosnia i Hercegovina, junt al Riu Una. Es troba a 30 km (19 mi) km al nord-est de Bihać i a 350 km de Sarajevo. El municipi forma part del Cantó d'Una-Sana de la Federació de Bosnia i Hercegovina.

## Geografia
Bosanska Krupa es localitza en la separació administrativa entre la Republika Srpska i la Federació de Bosnia i Hercegovina, trobant-se administrativament dins d'aquesta última. És adjacent als municipis de Bužim, Cazin, Bihać, Bosanski Petrovac, Sansk Most i Krupa na Uni. El darrer municipi esmentat pertany a la Republika Srpska, tot i que abans de la Guerra de Bòsnia formava part de Bosanska Krupa.

### Assentaments
• Arapuša
• Bužim
• Banjani
• Baštra
• Benakovac
• Bosanska Krupa
• Dobro Selo
• Donja Suvaja
• Donji Dubovik
• Donji Petrovići
• Drenova Glavica
• Glavica
• Gorinja
• Gornja Suvaja
• Gornji Bušević
• Gornji Petrovići
• Gudavac
• Hašani
• Ivanjska
• Jasenica
• Jezerski
• Konjoder
• Lubarda
• Ljusina
• Mahmić Selo
• Mali Badić
• Mali Dubovik
• Mali Radić
• Mrazovac
• Osredak
• Ostrožnica
• Bosanska Otoka
• Perna
• Pištaline
• Potkalinje
• Pučenik
• Srednji Bušević
• Srednji Dubovik
• Varoška Rijeka
•  Velika Jasenica
• Veliki Badić
• Veliki Dubovik
• Veliki Radić
• Vojevac
• Voloder
• Vranjska i Zalin.

## Demografia
| Composició ètnica |        |        |          |        |        |       |           |       |        |       |        |
| Any               | Serb   | %      | Bosníacs | %      | Croats | %     | Iugoslaus | %     | Altres | %     | Total  |
| 1961              | 20,453 | 44.44% | 23,721   | 51.54% | 453    | 0.98% | 1,271     | 2.76% | 122    | 0.27% | 46,020 |
| 1971              | 18,230 | 35.84% | 31,842   | 62.61% | 286    | 0.56% | 239       | 0.46% | 259    | 0.50% | 50,856 |
| 1981              | 15,029 | 27.21% | 37,381   | 67.68% | 173    | 0.31% | 2,155     | 3.90% | 491    | 0.88% | 55,229 |
| 1991              | 13,841 | 23.73% | 43,104   | 73.90% | 139    | 0.23% | 708       | 1.21% | 528    | 0.90% | 58,320 |

## Persones notables
- Branko Ćopić, escriptor (Hašani)
- Armin Halitović, polític
- Džemaludin Čaušević, Imam
- Elvis Emšić, jugador de futbol
- Kosta Hakman, pintor
- Hakija Kanurić, PhD en jurisprudència islàmica

## Galeria

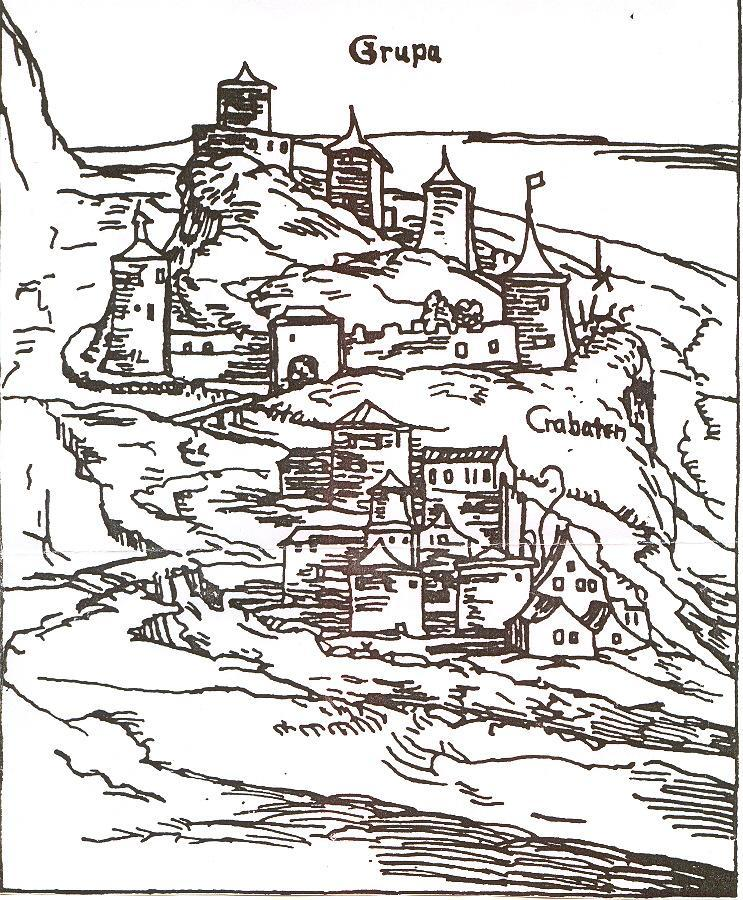
Krupa En les Edats de Mig
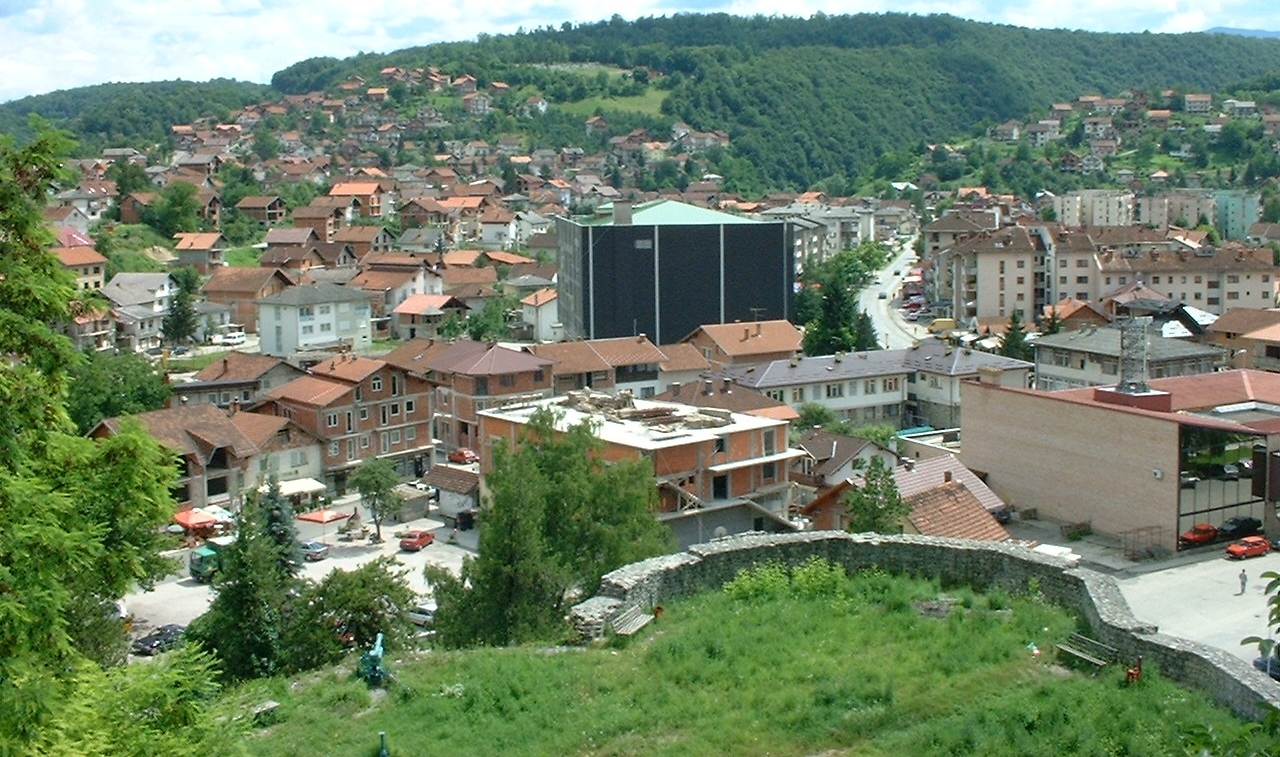
Bosanska Krupa
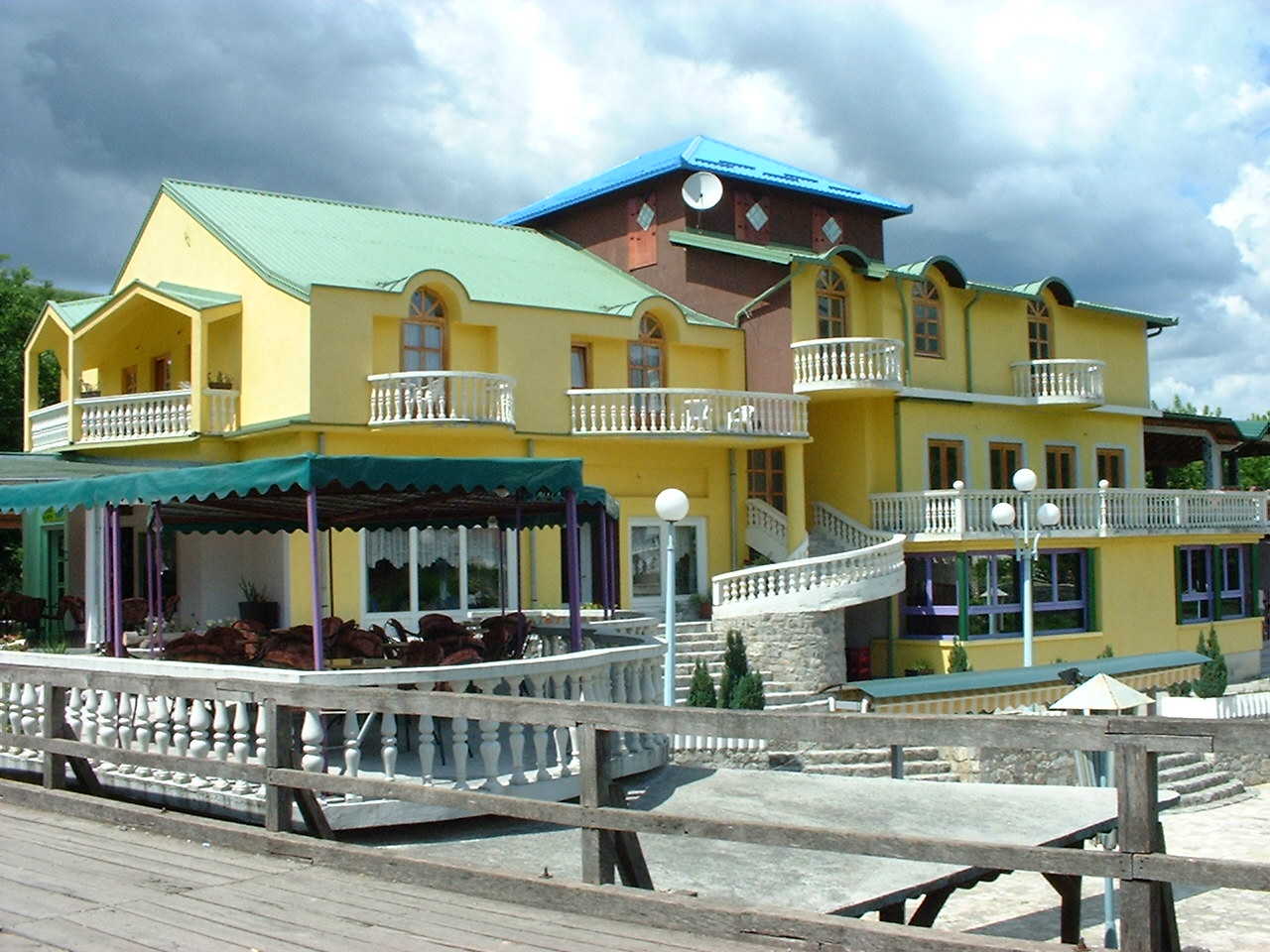
Bosanska Krupa
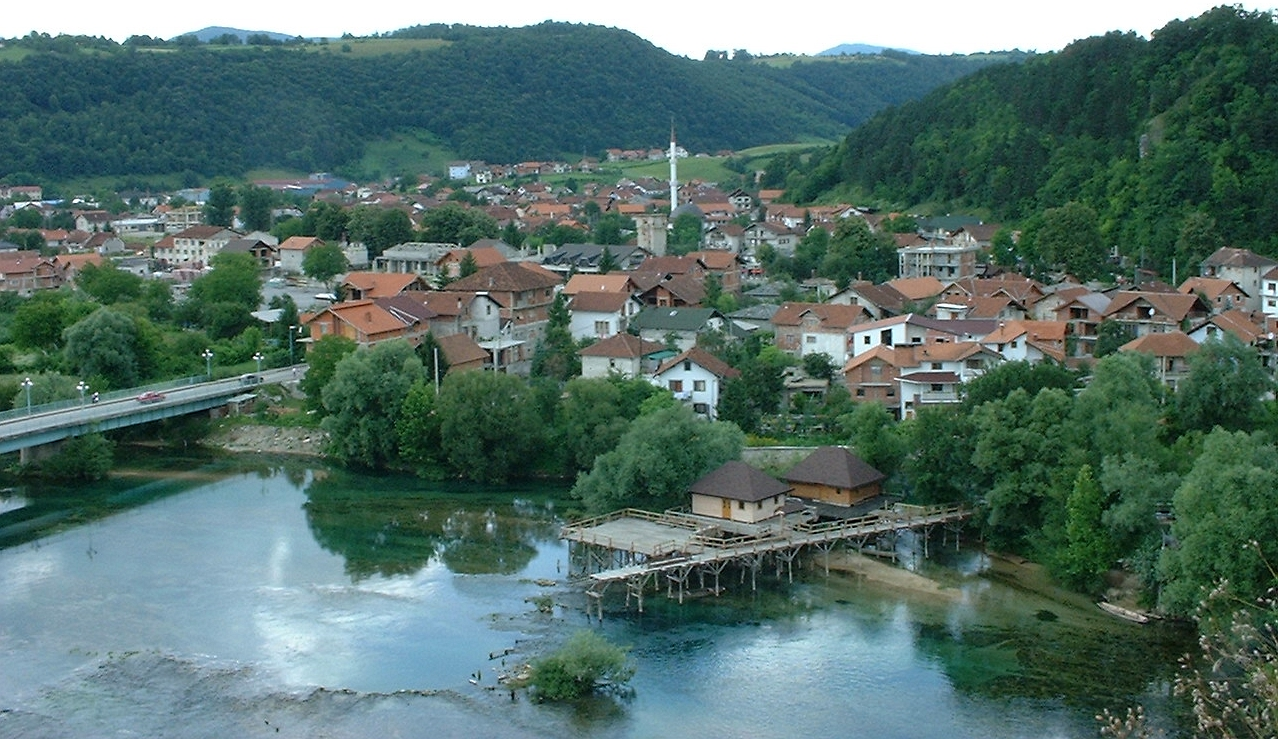
Bosanska Krupa
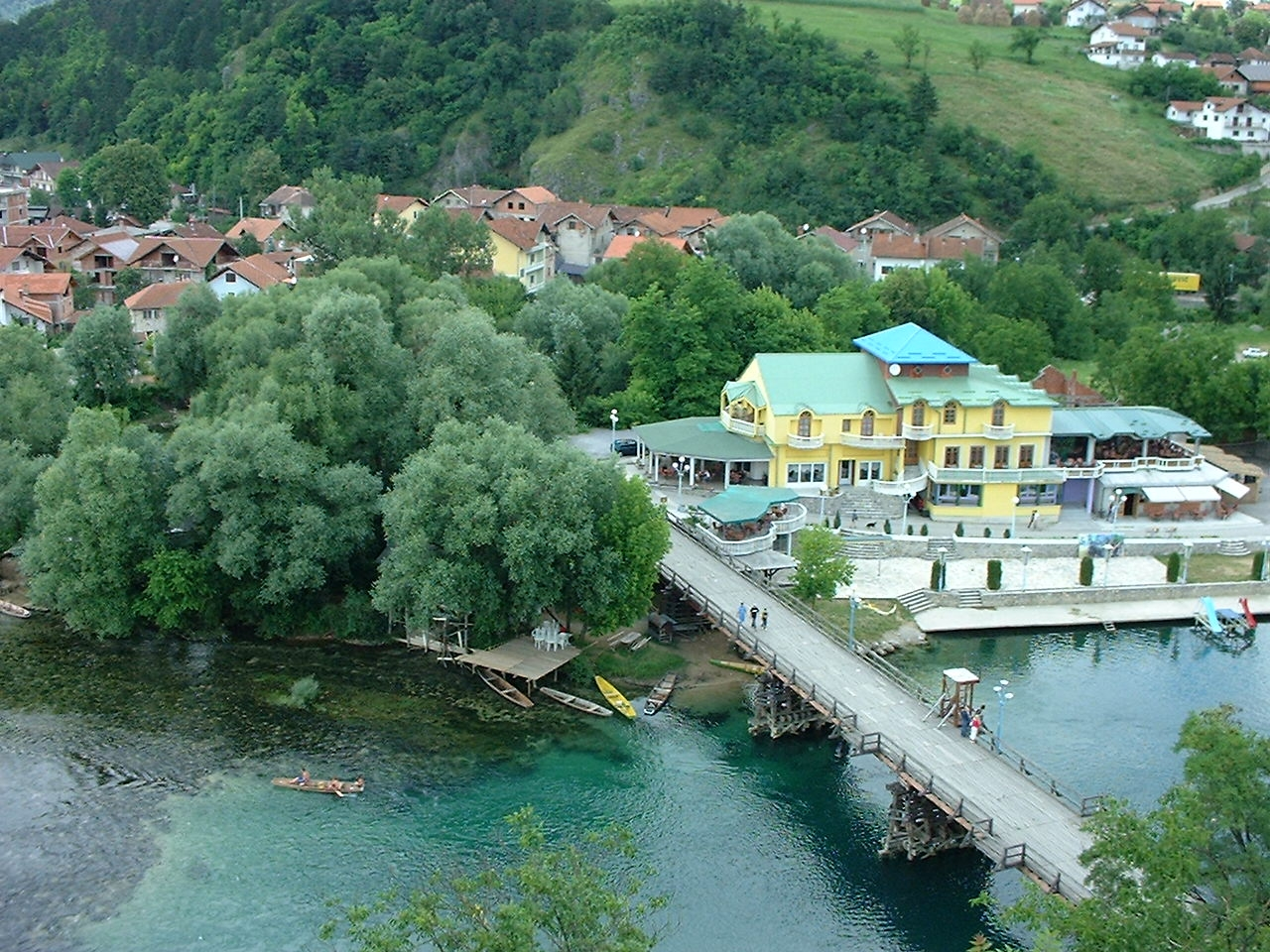
Bosanska Krupa